# Neštich (hradiště)
Neštich je hradiště na Slovensku nad stejnojmennou částí města Svätý Jur v okrese Pezinok v Malých Karpatech.
První osídlení hradiště je doloženo v době halštatské, později bylo hradištěm velkomoravským. Z opevnění se zachovaly osm až třináct metrů vysoké valy, které kdysi v celkové délce asi 1600 metrů uzavíraly plochu více než tři hektary.